# Les deux paillassons
Les deux paillassons è un cortometraggio del 1919 diretto da Lucien Nonguet.

## Trama
Fredy viene assunto come cameriere presso la casa della signora Durand a cui dà il falso nome di Paillasson. Ma il caso vuole che il fidanzato di Eglantine, la figlia di Durand, si chiami Paillasson. Fredy prenderà il posto del fidanzato, sposando poi Eglantine.